# Acide ranélique
L'acide ranélique est un acide organique à noyau thiophène possédant une amine tertiaire, un groupe nitrile –C≡N et quatre groupes carboxyle –COOH capables de chélater des cations métalliques. Le ranélate de strontium [Sr2+]2C12H6N2O8S4− est un médicament utilisé contre l'ostéoporose pour accroître la densité minérale osseuse (DMO) : l'acide ranélique ne sert qu'au transport du strontium et n'a pas d'effet thérapeutique propre.